# Coris aygula
Espèce
Statut de conservation UICN

 LC  : Préoccupation mineure
Coris aygula, appelée la Girelle bossue aux Maldives, Girelle à tache orange à Maurice, Girelle clown ou encore Labre aigrette est une espèce de girelles, des poissons osseux de petite taille de la famille des Labridae.

## Description

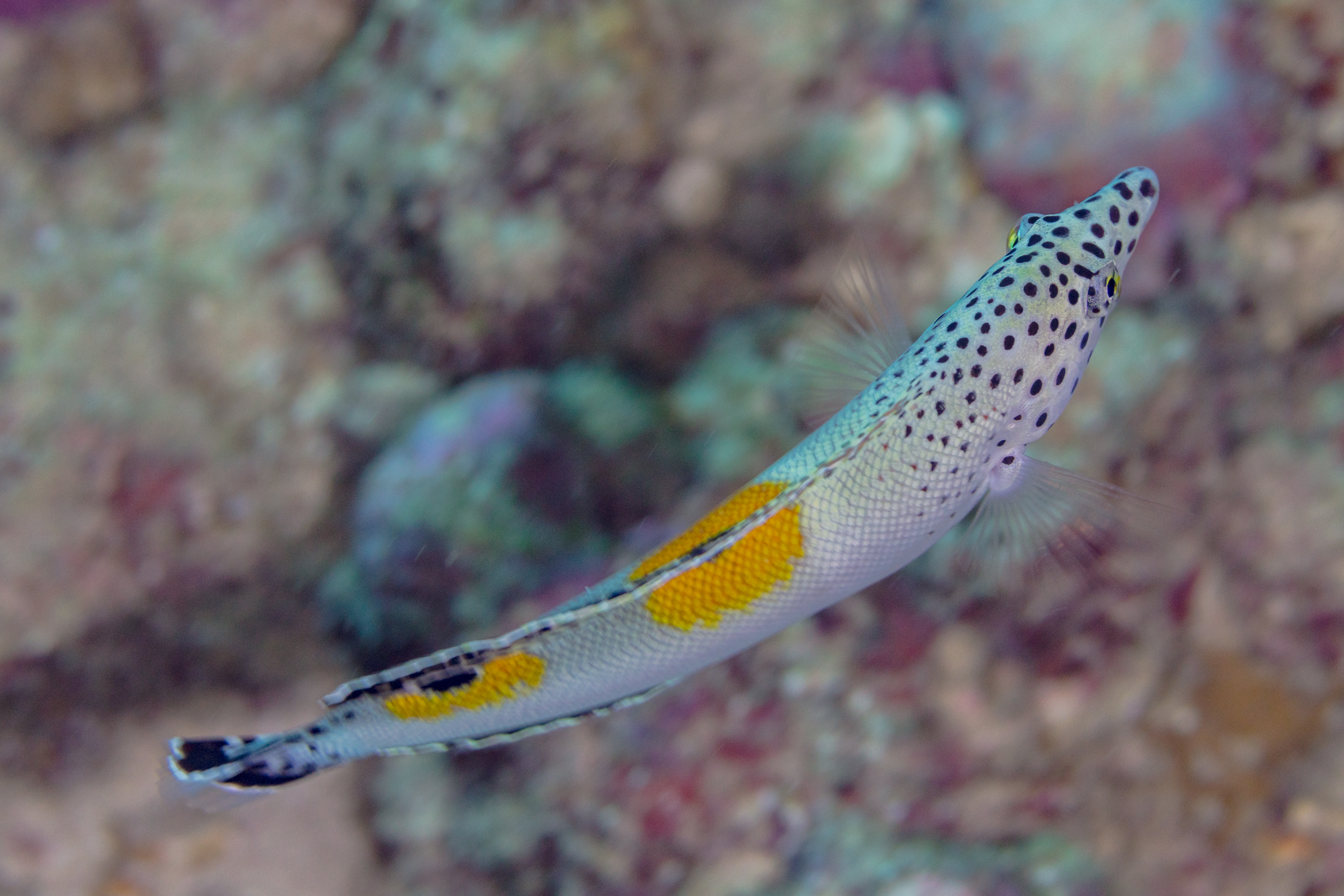
Coris aygula juvénile en Mer Rouge

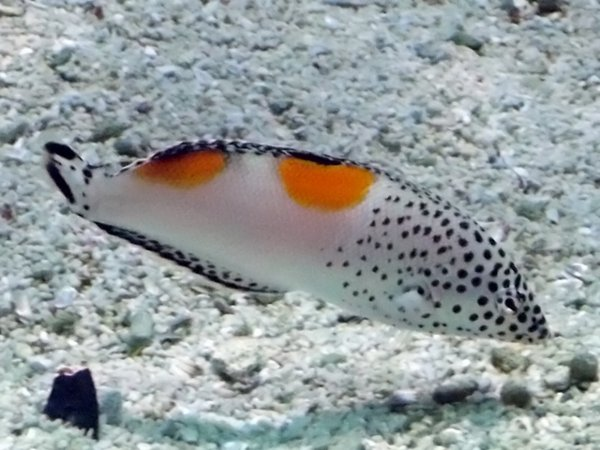
Juvénile

Corps allongé, légèrement comprimé latéralement. Nageoires dorsale et anale très étendues. Lèvres épaisses. Dents séparées et fortes, semblables à des crochets, légèrement projetées en avant.
La coloration subit d’importantes modifications au cours de la croissance. Les juvéniles sont blanchâtres et fortement mouchetés. Ils présentent de petites taches noires sur la tête et la partie antérieure du corps, deux taches rouge orange semi-circulaires sur le dos  et une grande tache noire en forme d’ocelle au-dessus de chaque nageoire dorsale.
Une fois atteinte la taille de 7 à 8 cm, cette livrée bariolée cède progressivement la place à la coloration adulte, à dominante vert sombre ou bleu vert. Observés à distance, les poissons peuvent apparaître noirs. Les adultes présentent également une ou deux barres vert pâle au centre du corps ainsi qu’une grande bosse frontale. L’hermaphrodisme semble de règle, les femelles se transformant fréquemment en mâles.

## Taille maximale
120 cm dans la nature ; environ 30 cm en aquarium.

## Répartition
Cette girelle habite l’Indo-Pacifique. On la rencontre de la mer Rouge aux îles de la Ligne et à l’île Ducie, jusqu’au Japon, au nord, et jusqu’aux îles Howe et Rapa, au sud.

## Habitat
Lagons et récifs au substrat composé de sable et de débris coralliens, généralement entre 2 et 30 mètres de profondeur. Les juvéniles se rencontrent souvent dans les mares résiduelles.

## Comportement
De mœurs diurnes, les Coris aygula mènent une existence solitaire. La nuit, pour dormir, ou en cas de danger, ils s’enterrent dans le sable. Les juvéniles jouent le rôle de « poissons nettoyeurs » au profit d’espèces plus grandes. Très saccadée et caractéristique, la nage est principalement assurée par les nageoires pectorales.

## Nourriture
A l’instar des autres membres du genre Coris, ces girelles retournent les galets et les pierres au moyen de leurs dents proéminentes, afin de débusquer les proies qui s’y cachent. Celles-ci comprennent des coquillages, des oursins, des crabes et des Bernard-l’ermite.

## Reproduction
La période de reproduction est le seul moment de leur existence où les Coris aygula se rassemblent. Les poissons vivent alors momentanément en bancs. De petits groupes d’individus s’en échappent pour aller libérer leurs gamètes à la surface de l’eau.

## Vie en aquarium
Les Girelles du genre Coris sont des poissons très appréciés en aquarium, du moins au stade juvénile, car le maintien des adultes en captivité semble plus problématique. Cependant, les restrictions spatiales imposées par l’aquarium empêcheront les juvéniles de se transformer en individus géants dotés d’une bosse frontale.
Ces poissons aimant s’enterrer dans le substrat, on veillera à leur fournir une couche de sable épaisse d’au moins 5 à 10 cm. Ils apprécieront également les rocailles riches en cachettes.
Acceptant pratiquement tout et devenant rapidement voraces, ces girelles seront nourries avec de petits poissons, du cœur de bœuf, des flocons ou encore de la nourriture en tablettes. La température de l’eau sera maintenue entre 24 et 28 °C.